# عزلة بني عوف (عمران)

تعديل مصدري - تعديل

عزلة بني عوف هي إحدى عزل مديرية المدان في محافظة عمران اليمنية ويبلغ تعداد سكانها 5968 نسمة حسب التعداد السكاني في اليمن لعام 2004.

## روابط خارجية
- الجهاز المركزي للإحصاء بالجمهورية اليمنية
- المركز الوطني للمعلومات باليمن
- World Gazetteer:Yemen
- الدليل الشامل